# 1952年北庫里爾斯克地震
1952年北庫里爾斯克地震（1952 Severo-Kurilsk earthquake）發生在1952年11月5日當地時間4:58，引發了強烈的海嘯，襲擊了俄羅斯蘇維埃聯邦社會主義共和國薩哈林州千島群島北庫里爾斯克。這場海嘯摧毀了薩哈林州和堪察加州的許多定居點，主要震源位於北庫裡爾斯克鎮。矩震級9.0Mw。這場地震至今仍是俄羅斯歷史上最強的地震，也是自1900年現代地震學開始以來第五強的地震。

## 海嘯
1952年11月5日，堪察加半島外130公里（70海浬；81英里）處發生海嘯，三道海嘯襲擊了北庫里爾斯克，浪高約15-18公尺（49-59英尺） 。
由於該地區在7年前，即第二次世界大戰結束時才從日本吞併而來，因此該鎮的大多數居民都是從歐洲地區遷徙而來的新移民，缺乏適當的海嘯安全規程意識。地震發生後，大多數北庫裡爾斯克居民逃往周圍的山丘，躲過了第一波海嘯。然而，大多數人返回城鎮後在第二波海嘯中喪生。根據當局記錄，6,000名居民中，有2,336人死亡。倖存者被疏散到俄羅斯其他地區。
北庫里爾斯克隨後在內陸更高的位置重建，只有港口仍留在海邊 。